# Så skön en väg ej finns på jord
Så skön en väg ej finns på jord är en psalm av Axel Fredrik Runstedt från 1909 som Britt G. Hallqvist bearbetade 1980. 
Melodin var i 1921 års psalmbok en tonsättning från Wolfgang Amadeus Mozart som också används till psalmen Jag vet en port som öppen står (1921 nr 581a), I livets bok, o Fader, skriv (1921 nr 556). Men numera används en tonsättning av David Wikander från 1938.

## Publicerad som
- Nr 560 i Nya psalmer 1921, tillägget till 1819 års psalmbok under rubriken "Kyrkan och nådemedlen: Ordets ämbete och församlingslivet: Vilodagen och gudstjänsten".
- Nr 204 i 1937 års psalmbok under rubriken "Helg och gudstjänst".
- Nr 401 i Den svenska psalmboken 1986 under rubriken "Helg och gudstjänst".